# 新冠郡
新冠郡（日语：／ Niikappu gun */?）為位於日本北海道南部的郡，屬於日高振興局管轄。郡名源自阿伊努語的「ni-kap」，意思為榆樹的樹皮。
目前僅轄有以下一町：
- 新冠町

## 歷史

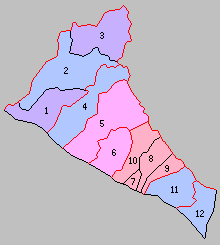
1923年實施北海道一・二級町村制時，浦河支廳轄內的行政區劃，其中4為新冠村。

1855年曾由幕府安排仙台藩負責本地的警備工作，不過直到1869年日本為開拓北海道設立開拓使後，開始在北海道依據大寶令施行國郡里制設置11國86郡，在此設立日高國新冠郡；最初新冠郡被分配給德島藩，實施廢藩置縣後則一度由曾擔任德島藩家老的稻田邦植負責，不過最後在1871年還是回到由開拓使負責管理。
1877年北海道的馬匹畜牧美籍顧問艾德溫·敦的規劃下，在本地建立了「新冠牧場」，並大規模的飼養了數百匹的馬。
1879年北海道實施郡區町村編制法時，正式設置近代的行政區劃「新冠郡」，1880年時也進一步在苫小牧村（位於現在的苫小牧市）設立勇拂外5郡役所，負責管理新冠郡及周邊的勇拂郡、白老郡、千歲郡、沙流郡、靜內郡。
1882年開拓使被廢除後，一度隸屬札幌縣，不過札幌縣在1886年遭到廢除，再度由負責管理整個北海道的北海道廳負責管理；1888年由北海道廳於浦河郡設立浦河郡外六郡役所管轄，當時浦河郡外六郡役所的轄區還包括浦河郡、三石郡、樣似郡、幌泉郡、沙流郡、靜內郡。浦河郡外六郡役所在1897年被廢除改設為浦河支廳，浦河支廳後來經過多次改組後也成為現在的日高振興局。
最初在新冠郡內的聚落包括高江村、大狩部村、葉朽村、受乞村、元神部村、比宇村、泊津村、去童村、姊去村、萬揃村、滑若村共十個村落；直到1923年這十個村依據北海道二級町村制合併為高江村，不過當日又立刻更名為新冠村，並成為北海道二級村，新冠村在1961年進一步升格改制為新冠町。